# Andrzej Rybski (piłkarz)
Andrzej Rybski (ur. 11 marca 1985 w Wolfsburgu) – polski piłkarz. Podczas kariery był napastnikiem, ale nie typowym strzelcem. Dobrze rozgrywał piłkę, często pełnił rolę pomocnika.

## Kariera
Andrzej Rybski do 11. roku życia trenował hokej na lodzie (jego ojciec, również Andrzej, był w przeszłości hokeistą ŁKS-u Łódź) oraz unihokej, grał również w tenisa. Wybrał jednak piłkę nożną i rozpoczął występy w ŁKS-ie. W 1999 roku trafił do Widzewa Łódź, gdzie w sezonie 2002/2003 grał w rezerwach i w czwartej lidze strzelił trzy gole. Latem 2003 roku został włączony do pierwszego składu i 17 sierpnia zadebiutował Ekstraklasie w przegranym 1:2 spotkaniu z GKS-em Katowice. Do końca sezonu wystąpił jeszcze w dziewięciu innych ligowych meczach (brał udział w m.in. przegranych 0:6 pojedynkach z Amiką Wronki i Legią Warszawa).
W sezonie 2004/2005 Rybski już regularnie pojawiał się na boisku. Wystąpił w 26 meczach drugiej ligi w których zdobył cztery gole. W kolejnych rozgrywkach przebywał na wypożyczeniu w Polonii Bytom, w której strzelił sześć bramek i pomógł jej w utrzymaniu się w lidze. Po powrocie do Łodzi, nie znalazł uznania w oczach trenera i w sezonie 2006/2007 przebywał na wypożyczeniach w ŁKS-ie Łomża i Górniku Polkowice.
Latem 2007 roku stał się jednym z głównych celów transferowych trenera Lechii, Tomasza Borkowskiego i trafił do Gdańska. W sezonie 2007/2008 był podstawowym graczem i grał bardzo dobrze. Strzelił osiem goli (w tym kilka kluczowych, jak np. zwycięskie bramki w meczach z Polonią Warszawa i GKS-em Katowice), a jego zespół awansował do Ekstraklasy. Po promocji do najwyższej ligi, Rybski stracił miejsce w pierwszej jedenastce. Coraz częściej siadał na ławce rezerwowych, czasami nie mieścił się nawet w meczowej osiemnastce. Nie był faworytem kolejnych trenerów – ani Jacka Zielińskiego, ani Tomasza Kafarskiego. Tylko w ośmiu pojedynkach zagrał od początku. Trzykrotnie wystąpił również w spotkaniach Młodej Ekstraklasy. Pod koniec okna transferowego był bliski przejścia do Śląska. Bardzo chciał go trener tego zespołu Ryszard Tarasiewicz, ale w ostatniej chwili transakcję zablokował zarząd wrocławskiego klubu (Lechia chciała za Rybskiego 300 tys. zł).
W grudniu 2009 roku został wystawiony na listę transferową przez trenera Lechii, Tomasza Kafarskiego. 5 stycznia 2010 roku Rybski podpisał półroczny kontrakt z drugoligowym Zawiszą Bydgoszcz. Rozegrał w nim 13 meczów i strzelił cztery gole, w tym dwa w wygranym spotkaniu z Jarotą Jarocin. 5 lipca 2010 związał się roczną umową ze spadkowiczem z Ekstraklasy, Odrą Wodzisław Śląski.
W zimowym okienku transferowym w 2011 roku Rybski przeniósł się do występującego w I lidze LKS Nieciecza.
Zimą 2014 roku został zawodnikiem I-ligowej Chojniczanki Chojnice.

## Statystyki
Aktualne na 19 maja 2019:
| Klub                         | Sezon              | Liga               | Liga  | Liga   | Puchar kraju | Puchar kraju | Inne  | Inne   | Suma  | Suma   |
| Klub                         | Sezon              | Liga               | Mecze | Bramki | Mecze        | Bramki       | Mecze | Bramki | Mecze | Bramki |
| ---------------------------- | ------------------ | ------------------ | ----- | ------ | ------------ | ------------ | ----- | ------ | ----- | ------ |
| Widzew Łódź                  | 2003/2004          | Ekstraklasa        | 10    | 0      | 1            | 1            | –     | –      | 11    | 1      |
| Widzew Łódź                  | 2004/2005          | II liga            | 26    | 4      | 1            | 0            | 2     | 0      | 29    | 4      |
| Widzew Łódź                  | 2005/2006 j        | II liga            | 0     | 0      | 1            | 0            | –     | –      | 1     | 0      |
| Widzew Łódź                  | Ogólnie            | Ogólnie            | 36    | 4      | 3            | 1            | 2     | 0      | 41    | 5      |
| Polonia Bytom                | 2005/2006          | II liga            | 29    | 6      | 0            | 0            | 2     | 1      | 31    | 7      |
| Polonia Bytom                | Ogólnie            | Ogólnie            | 29    | 6      | 0            | 0            | 2     | 1      | 31    | 7      |
| ŁKS 1926 Łomża               | 2006/2007 j        | II liga            | 13    | 5      | 0            | 0            | –     | –      | 13    | 5      |
| ŁKS 1926 Łomża               | Ogólnie            | Ogólnie            | 13    | 5      | 0            | 0            | 0     | 0      | 13    | 5      |
| Górnik Polkowice             | 2006/2007 w        | II liga            | 16    | 3      | 0            | 0            | –     | –      | 16    | 3      |
| Górnik Polkowice             | Ogólnie            | Ogólnie            | 16    | 3      | 0            | 0            | 0     | 0      | 16    | 3      |
| Lechia Gdańsk                | 2007/2008          | II liga            | 34    | 8      | 4            | 0            | –     | –      | 38    | 8      |
| Lechia Gdańsk                | 2008/2009          | Ekstraklasa        | 17    | 1      | 1            | 0            | 4     | 0      | 22    | 1      |
| Lechia Gdańsk                | 2009/2010 j        | Ekstraklasa        | 2     | 0      | 2            | 0            | –     | –      | 4     | 0      |
| Lechia Gdańsk                | Ogólnie            | Ogólnie            | 53    | 9      | 7            | 0            | 4     | 0      | 64    | 9      |
| Zawisza Bydgoszcz            | 2009/2010 w        | II liga            | 13    | 4      | 0            | 0            | –     | –      | 13    | 4      |
| Zawisza Bydgoszcz            | Ogólnie            | Ogólnie            | 13    | 4      | 0            | 0            | 0     | 0      | 13    | 4      |
| Odra Wodzisław Śląski        | 2010/2011 j        | I liga             | 17    | 7      | 0            | 0            | –     | –      | 17    | 7      |
| Odra Wodzisław Śląski        | Ogólnie            | Ogólnie            | 17    | 7      | 0            | 0            | 0     | 0      | 17    | 7      |
| Termalica Bruk-Bet Nieciecza | 2010/2011 w        | I liga             | 17    | 3      | 0            | 0            | –     | –      | 17    | 3      |
| Termalica Bruk-Bet Nieciecza | 2011/2012          | I liga             | 33    | 7      | 1            | 0            | –     | –      | 34    | 7      |
| Termalica Bruk-Bet Nieciecza | 2012/2013          | I liga             | 30    | 3      | 1            | 0            | –     | –      | 31    | 3      |
| Termalica Bruk-Bet Nieciecza | 2013/2014 j        | I liga             | 15    | 0      | 1            | 0            | –     | –      | 16    | 0      |
| Termalica Bruk-Bet Nieciecza | Ogólnie            | Ogólnie            | 95    | 13     | 3            | 0            | 0     | 0      | 98    | 13     |
| Chojniczanka Chojnice        | 2013/2014 w        | I liga             | 16    | 4      | 0            | 0            | –     | –      | 16    | 4      |
| Chojniczanka Chojnice        | 2014/2015          | I liga             | 11    | 2      | 1            | 0            | –     | –      | 12    | 2      |
| Chojniczanka Chojnice        | 2015/2016          | I liga             | 26    | 4      | 5            | 2            | –     | –      | 31    | 6      |
| Chojniczanka Chojnice        | 2016/2017          | I liga             | 33    | 9      | 3            | 1            | –     | –      | 36    | 10     |
| Chojniczanka Chojnice        | 2017/2018 j        | I liga             | 8     | 1      | 3            | 1            | –     | –      | 11    | 2      |
| Chojniczanka Chojnice        | Ogólnie            | Ogólnie            | 94    | 20     | 12           | 4            | 0     | 0      | 106   | 24     |
| Pogoń Siedlce                | 2017/2018 w        | I liga             | 11    | 0      | 0            | 0            | 1     | 0      | 12    | 0      |
| Pogoń Siedlce                | 2018/2019          | II liga            | 28    | 5      | 2            | 0            | 0     | 0      | 30    | 5      |
| Pogoń Siedlce                | Ogólnie            | Ogólnie            | 39    | 5      | 2            | 0            | 1     | 0      | 42    | 5      |
| Ogólnie w karierze           | Ogólnie w karierze | Ogólnie w karierze | 405   | 76     | 27           | 5            | 9     | 1      | 441   | 82     |